# Promo (album)
Promo je demo nahrávkou kapely Dymytry, která obsahuje sedm skladeb včetně skladby Squadra razora, která se jako jediná dostala na řadovou desku kapely (Neser). Album bylo nahráno v roce 2004 ještě se zpěvákem Ondřejem Černým.

## Seznam skladeb
| Pořadí         | Název          | Hudba          | Text           | Délka |
| -------------- | -------------- | -------------- | -------------- | ----- |
| 1.             | Squadra razora | Dymo           | Černý          | 2:37  |
| 2.             | Ďáblův hlas    |                |                | 3:23  |
| 3.             | Votoč se!      |                |                | 3:10  |
| 4.             | Vem je čert    |                |                | 3:08  |
| 5.             | Konflikt       |                |                | 2:55  |
| 6.             | Sv.ol.oč       |                |                | 3:45  |
| 7.             | Kanibal        |                |                | 3:39  |
| Celková délka: | Celková délka: | Celková délka: | Celková délka: | 22:37 |

## Sestava
- Ondřej Černý (zpěv)
- Jiří „Dymo“ Urban (kytara)
- Rudolf „Dr. Molitanov“ Neumann (kytara)
- Petr „Ozz“ Štochl (basová kytara)
- Michal „Chalimero“ Chalupka (bicí)